# Cronologia degli impatti astronomici sulla Terra
Questa cronologia degli impatti astronomici sulla Terra è un elenco dei più significativi eventi d'impatto astronomico sulla Terra (prodotti da asteroidi, comete e meteoriti). Va specificato che la Terra è un pianeta geologicamente attivo e dinamico, soggetto a trasformazioni geologiche nel corso del tempo per via dei vari agenti corrosivi che la plasmano continuamente, dunque l'elenco sarà sempre parziale.
Il principale database di impatti astronomici confermati è l'Earth Impact Database, dal 2001 diretto dal Planetary and Space Science Centre dell'Università del Nuovo Brunswick, Canada.

## Eventi d'impatto preistorici

### I bombardamenti sulla Terra primordiale nell'Adeano
Quando all'epoca delle missioni Apollo relative all'allunaggio lunare vennero riportati campioni di roccia lunare sulla Terra per successive analisi e datazione radiometriche, è stato evinto che si trattava di rocce fuse formatesi all'epoca di grandi impatti asteroidali, che provocarono liquefazione della superficie, se si assume che già preesistesse una crosta solida. In particolare, le missioni Apollo 15, 16 e 17 ebbero luogo in prossimità del Mare Imbrium, Nectaris e Serenitatis. I campioni ivi prelevati furono datati e studiati; si constatò un'età geologica tra i 3,8 e i 4,1 miliardi di anni e si assunse che tale età fosse approssimativamente la medesima per tutti i mari lunari. Essi si sarebbero formati da numerosi e colossali impatti di asteroidi ancestrali, il cui diametro poteva anche essere dell'ordine delle centinaia di km, e successivamente vennero ricoperti di lava basaltica. I diametri dei grandi mari lunari associati al periodo variano dai 373 km del mare Smythii agli oltre 1000 km di Imbrium. La loro origine ed età comune venne associata ad un intenso bombardamento meteoritico detto cataclisma lunare o intenso bombardamento tardivo (LHB, Late Heavy Bombardment), sulle cui cause ed esistenza stessa si dibatte sin dal 1974, quando venne proposta la teoria, ma resta l'ipotesi prevalente, con più evidenze. Un simile cataclisma è ipotizzato anche per gli altri pianeti terrestri, in particolare secondo il modello di Nizza (il prevalente) e, naturalmente, per la Terra, ben più grande della Luna e con un'attrazione gravitazionale maggiore; ma i diversi tipi di erosione naturale di un pianeta così geologicamente attivo ne avrebbero cancellata l'evidenza. Questo è il modello classico, che prevede una progressiva riduzione degli impatti sul sistema Terra-Luna (e sugli altri pianeti terrestri) dopo la loro formazione, per poi ipotizzare l'LHB tra 4,1 e 3,8 miliardi di anni fa.
Negli anni sono stati proposti più modelli relativi al bombardamento dell'Adeano; uno in particolare, che sembra essere favorito, ipotizza episodi multipli di bombardamento asteroidale, in particolare quello di un cosiddetto Late Veneer (tardo rivestimento), molto più antico dello stesso LHB, che ne può essere considerato una propaggine terminale; avvenuto tra 4,5 e 4,4 miliardi di anni fa, fu dominato da avanzi di planetesimi, anche fino a 4000 km di diametro (ben 4 volte più grandi di Cerere) ed è immediatamente successivo alla formazione dei pianeti. Questa antichissima fase di impatti è stata ipotizzata per spiegare l'aumento di massa del mantello, appunto un tardo rivestimento, in seguito all'accrezione primaria dei pianeti e all'isolamento del nucleo ferroso dal mantello in silicato soprastante, ed inoltre la sovrabbondanza, anche su Luna, Marte e alcuni asteroidi, di elementi altamente siderofili che avrebbero dovuto essere eliminati dalla differenziazione del silicato metallico. In questo periodo si sarebbe inoltre verificato l'impatto colossale tra un corpo celeste di dimensioni simili a Marte, chiamato Theia, e la Terra primordiale; i risultanti detriti, in orbita attorno alla Terra per attrazione gravitazionale, si sarebbero progressivamente uniti dando origine alla Luna (teoria dell'impatto gigante). L'ipotesi di molteplici bombardamenti nell'Adeano sembra essere rafforzata da datazioni con l'uranio-piombo sull'età degli zirconi lunari, che appaiono molto più antichi.
Sulla base di tali constatazioni, è stato proposto un nuovo modello, il modello ABEL (Advent of Bio-Elements Model), secondo cui asteroidi colossali anche di 1000 km di diametro, tra 4,37 e 4,20 miliardi di anni fa, non solo innescarono la primitiva tettonica delle placche, ma innestarono gli elementi necessari per la vita sul pianeta (carbonio, idrogeno, ossigeno, azoto). Il modello ABEL è anche elaborato per unificare i principali periodi di bombardamento meteoritico sul sistema Terra-Luna ipotizzati dalla comunità scientifica, il Late Veneer (LV) e il Late Heavy Bombardment (LHB).

### Impatti planetari dell'Archeano
Studiando antichissime formazioni rocciose nelle regioni dei cratoni di Kaapvaal (Sudafrica) e di Pilbara (Australia nord-occidentale), gli scienziati Lowe e Byerley scoprirono depositi di micro-sferule da impatto asteroidale dell'età di 3,2 e 2,5 miliardi di anni. La quantità, qualità e la disposizione di questi depositi deponeva verso un impatto in mare di asteroidi delle dimensioni di Eros, tra i 20 e i 50 km di diametro (l'asteroide che 65 milioni di anni fa formò il cratere di Chicxulub e che forse estinse i Dinosauri, non superava i 15 km). Soprattutto a Pilbara sono visibili giganteschi massi molto spigolosi e alcuni superano la larghezza di 200 metri. Secondo la teoria di Glikson, questi asteroidi hanno modificato la tettonica delle placche dell'era (si ritiene che vi fosse il proto-super-continente "Rodinia" con un unico oceano primordiale "Mirovia"), aumentando la quantità di magma sotto alcuni cratoni e/o creando vaste aree di magma fuso con il materiale asteroidale, che andando in subduzione sarebbero diventati bacini sottomarini, in milioni di anni si sono riempiti di sedimenti e in seguito, diventando pianure alluvionali, hanno dato luogo ad altri cratoni del paleozoico. Questi ispessimenti della crosta terrestre, anche se frammentati, hanno resistito ai processi tettonici successivi e formano "isole rocciose" antichissime all'interno dei nuovi continenti.
Nel 2014, Sleep e Lowe pubblicarono una ricerca descrivendo uno strato di micro-sferule presso la Cintura di Barberton, nello stesso cratone di Kaapval. L'impatto si sarebbe verificato circa 3,26 miliardi di anni fa ed è stato stimato che l'asteroide avesse un diametro tra i 37 e i 58 km, molte volte più grande dell'asteroide di Chicxulub nella Penisola dello Yucatán, causa o concausa dell'estinzione del Cretaceo-Paleogene. Il cratere di questo evento non è stato trovato e potrebbe non esserlo mai a causa dell'erosione naturale, dovuta alla tettonica delle placche, a cui è soggetto un pianeta "vivo" come la Terra, ma si stima che il suo diametro possa essere stato di ben 500 km; per confronto, quello di Chicxulub risulta di 180 km.
Nel 2016, una nuova ricerca, di cui fu autore Glikson, annunciò la scoperta di un nuovo deposito di micro-sferule legato a grandi impatti astronomici dell'Archeano in prossimità di Marble Bar, nel cratone di Pilbara, ove dense concentrazioni di sferule sono separate da sedimenti di arenaria e di selce, e ciò suggerisce l'ipotesi di due impatti su larga scala distinti. L'asteroide o gli asteroidi dovrebbero aver avuto anch'essi un diametro nell'ordine di diverse decine di km, e i risultanti crateri delle diverse centinaia; con effetti che furono altrettanto cataclismici su scala planetaria.
Secondo un articolo di Icarus sui depositi di micro-sferule da impatto risalenti all'Archeano, si osservano ben oltre 10 depositi sedimentari rilasciati da impatti su larga scala nei cratoni, ed è probabile che moltissimi strati siano andati perduti o verranno rinvenuti in futuro. Il flusso degli impatti sarebbe stato tra le 20 e le 40 volte maggiore di oggi, in particolare tra 3,2 e 3,5 miliardi di anni fa, e dovuto probabilmente alla destabilizzazione della fascia principale degli asteroidi secondo il modello E-belt.
Gli impatti dell'Archeano non vanno confusi con l'intenso bombardamento tardivo, cioè l'LHB (di cui però possono essere considerati una propaggine), che si sarebbe verificato tra 4,1 (Adeano) e 3,8-7 miliardi di anni fa e di cui i grandi bacini lunari sono la testimonianza più vistosa, anche se ricerche ne spostano l'età a 4,37-4,20 miliardi di anni or sono sulla base dell'età geologica degli zirconi lunari secondo la datazione uranio-piombo, motivo per cui è stato proposto il nuovo modello ABEL.

### Impatti planetari del Paleoproterozoico

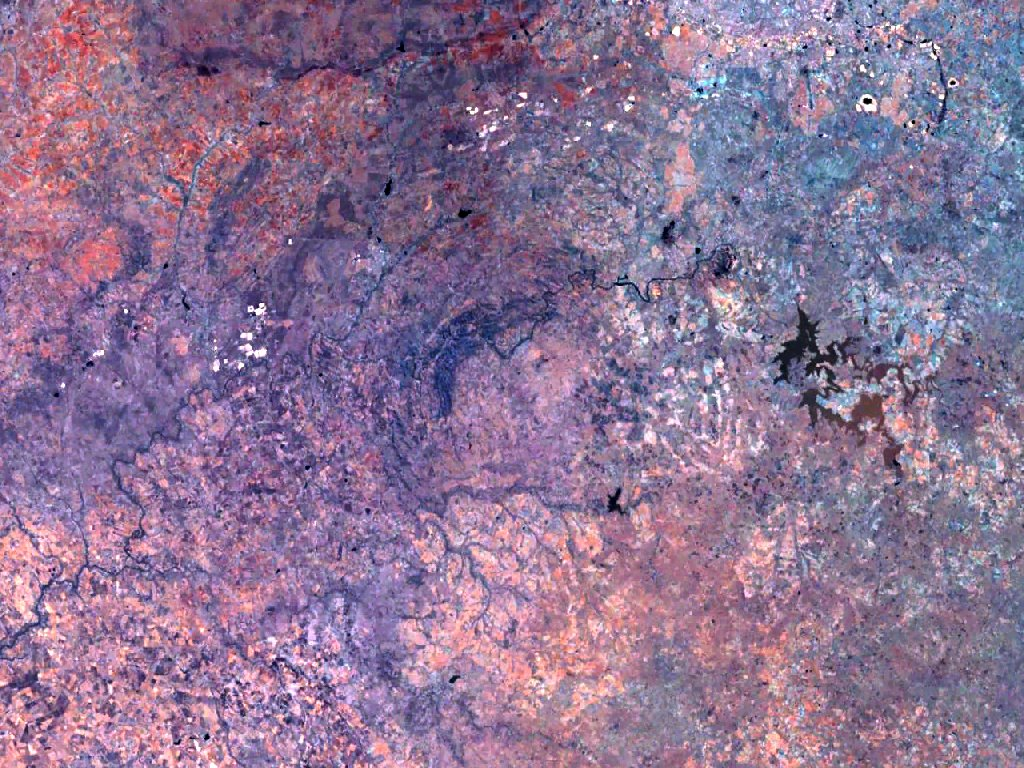
Vista satellitare di ciò che resta del cratere di Vredefort, Africa; si nota il duomo centrale in forma semi-circolare al centro, resto del picco centrale prodotto dal rimbalzo della crosta, ma tutta la struttura attorno mostra approssimativamente una forma circolare, specie a nord-ovest.

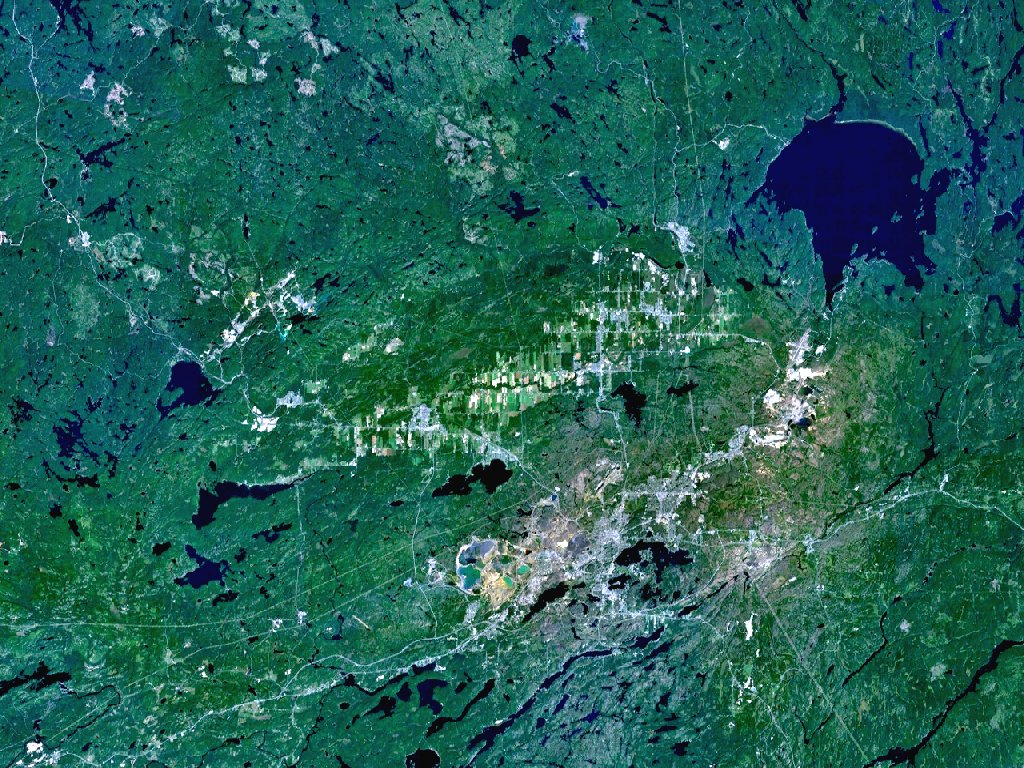
Vista satellitare del bacino di Sudbury, Canada; l'erosione del cratere e i movimenti tettonici hanno fatto sì che il cratere venisse deformato assumendo forma ellittica.

Il Paleoproterozoico è l'era geologica che segue immediatamente l'Archeano, ed è anche la prima era del Proterozoico. Si ipotizza che allora esistesse un unico supercontinente, denominato Columbia (NUNA o anche Hudsonland o Hudsonia).
Il Paleoproterozoico fu simultaneamente protagonista degli impatti più antichi (Suavjärvi, Yarrabubba) e dei più grandi per estensione (Vredefort, Sudbury) di cui esiste evidenza geologica. Suavjärvi è il più antico impatto mai evinto, risalente a circa 2,4 miliardi di anni fa; il suo diametro è di 16 km. Segue il cratere di Vredefort per età geologica, rispettivamente 2,023±4 miliardi di anni, ma è il più grande mai rilevato, con circa 300 km di diametro originari stimati. Il cratere di Yarrabubba, confermato, è il terzo per età geologica, con ~2 miliardi di anni. Il cratere di Sudbury è il quarto per età con 1,850±3 miliardi di anni, ma con i suoi 250 km di diametro originari stimati è il secondo per estensione. Va però tenuto in considerazione che, a causa della profonda erosione dei crateri, le stime del loro diametro sono variate anche considerevolmente negli anni.
Le dimensioni dei crateri Vredefort e Sudbury implicano che dovrebbero essere stati prodotti da asteroidi di diametro analogo a quello che produsse il cratere di Chicxulub (180 km), nell'ordine della decina di km; di conseguenza, l'energia rilasciata è dello stesso ordine di grandezza e potrebbe essere stata anche superiore (108-109 MT), considerata la maggiore estensione di Vredefort (300 km) e Sudbury (250 km). Erano dunque in grado di provocare estinzioni di massa, ma la presenza di organismi esclusivamente unicellulari negli oceani dovette precluderle.

### Impatti planetari del Paleozoico
Nel 2023, Glikson pubblica una ricerca secondo cui il cratere Deliniquin in Australia possa essere da impatto. Con 520 km di diametro, se confermato quale cratere da impatto, sarebbe il più grande in assoluto sulla Terra, superando quello di Vredefort (300 km); le evidenze geologiche a supporto della natura asteroidale del cratere sono abbastanza forti, in particolare la presenza di anelli multipli (tipici dei grandi impatti), ma è necessario rinvenire gli effetti della deformazione della superficie, anch'essa tipica dei grandi impatti, per una conferma al di là di ogni dubbio. Inoltre, la stima sull'età del cratere a ~450 milioni di anni fa potrebbe far sì che esso possa aver avuto un ruolo di primissimo piano sulla glaciazione ed estinzione del tardo Ordoviciano.

Il diagramma mostra l'intensità dell'estinzione dei generi marini nel corso dei milioni di anni. L'evento più significativo è quello compreso tra Permiano e Triassico (P–Tr).
Sulle ordinate è riportata la percentuale di specie estinte, sulle ascisse i milioni di anni dalla data odierna.

L'estinzione di massa del Permiano–Triassico (P–Tr), nota come la Grande Morìa, fu un'estinzione di massa che avvenne circa 251,4 milioni di anni fa, facendo da limite tra il periodo geologico Permiano (del Paleozoico) e Triassico (del Mesozoico). Fu il più grave evento di estinzione di massa che si sia mai verificato sulla Terra, con la scomparsa del 96% delle specie marine e del 70% delle specie di vertebrati terrestri; fu l'unica estinzione di massa nota di insetti.
Si estinsero il 57% di tutte le famiglie e l'83% di tutti i generi. Tra le specie che si estinsero si segnalano gli enormi insetti dell'epoca. Si estinsero anche molte specie marine, dotati di conchiglie, esoscheletri e altre strutture calcaree, come ad indicare una acidificazione degli oceani. Sulla terraferma quest'estinzione portò all'affermazione del Listrosauro (una grossa specie di rettile precursore dei mammiferi), che arrivò a costituire il 90% di tutti gli animali terrestri. Alcuni lo definiscono in inglese "disaster taxa" (tassonomia da disastro) ma ufficialmente lo si denomina specie pioniera.

#### Estinzione del Permiano-Triassico causata da impatto asteroidale?
Le forti prove che un impatto asteroidale sia la causa dell'evento di estinzione del Cretaceo–Terziario ha portato a postulare la teoria che simili impatti possano essere la causa di altri eventi di estinzione di massa, includendo l'estinzione P–Tr, che vide l'estinzione del 90% delle specie viventi e dunque è in corso la ricerca di crateri da impatto dell'antichità appropriata concomitanti alle altre estinzioni.
Nello stesso periodo, tra 251 e 250 milioni di anni fa, in Siberia si verificò una gigantesca eruzione di lava, nota come trappo Siberiano, forse prodotta da molteplici coni vulcanici (o forse dovuta ad un potentissimo impatto asteroidale, che vide le sue tracce cancellate dal trappo) lungo una linea di faglia lunga migliaia di kilometri, che si espanse per milioni di kilometri quadrati (coprendo una superficie grande come gli Stati Uniti con uno strato di basalto, in alcuni punti spesso fino a 5 km). Nelle Alpi italiane esiste uno strato geologico dell'epoca caratterizzato dalla scarsità dei fossili, dalla presenza di resti microscopici di funghi e dalla scomparsa negli strati sovrastanti di molti tra i fossili del periodo precedente. L'eruzione siberiana, che si verificò attraverso dei depositi di carbone, introdusse una massiccia quantità del gas serra metano in atmosfera e portò a un aumento delle temperature mondiali di almeno 5 °C e alla successiva acidificazione del mega-oceano Mirovia.
Sarebbero riferibili ad un evento d'impatto a livello del confine geologico P–Tr: la presenza in Australia e in Antartide di rari granelli di coesite; la presenza di fullerene (e composti simili) che ingloba gas nobile di origine extraterrestre; frammenti di meteorite in Antartide; e micro-sferule ricche di ferro, nichel e silice, forse create da un impatto asteroidale. Comunque, l'accuratezza della maggior parte di queste ipotesi e dei presunti ritrovamenti è stata messa in discussione. Ad esempio, il quarzo dal monte Graphite Peak dell'Antartide, in un primo tempo considerato coesite "da impatto," è stato riesaminato tramite microscopio ottico e microscopio elettronico a trasmissione, concludendo che le caratteristiche osservate non erano dovute allo shock, ma piuttosto alla deformazione plastica, compatibile con la sua formazione in un ambiente di tettonica tradizionale come quello vulcanico.
Sono stati proposti altri possibili crateri d'impatto risalenti al confine temporale paleozoico/mesozoico, come cause o concause dell'estinzione P-Tr, includendo la struttura Bedout al largo della costa nordovest dell'Australia,
 e, ancora più speculativamente, la strana forma rotondeggiante dell'intero Golfo del Messico.
Per ognuna di queste, l'ipotesi che il responsabile sia stato un impatto astronomico non è stata provata, e alcune di tali proposte sono state ampiamente criticate dalla comunità dei geologi. Ad esempio nel caso della Terra di Wilkes, non esiste accordo sull'età complessiva di questa formazione geofisica situata al di sotto dei ghiacci, che potrebbe essere successiva all'estinzione del Permiano–Triassico.

#### Estinzione del Permiano-Triassico, forse non causata da impatto asteroidale
È l'assenza di un'alta concentrazione di iridio e di quarzo alterato che ha impedito la vasta accettazione che anche l'estinzione di massa del Permiano-Triassico sia stata provocata da un impatto. Durante il tardo Permiano si ritiene che tutti i continenti fossero uniti a formare il supercontinente Pangea e che le masse marine formassero il superoceano Pantalassa. Se un impatto avvenisse sulle profondità oceaniche, abbastanza lontano dalle terre emerse, allora ci sarebbe un minimo rilascio di quarzo da impatto (dal momento che la crosta oceanica ha relativamente poco silicio) e il materiale eiettato potrebbe non essere sparso nell'atmosfera ma negli oceani. Anche se ora c'è un'accettazione generale che ci sia stato un colossale impatto alla fine del Cretaceo che ha prodotto un arricchimento in iridio dello strato K-T, sono stati trovati tracce di altri impatti con lo stesso ordine di grandezza che non hanno dato luogo ad estinzioni di massa, inoltre non si conoscono collegamenti certi tra un impatto e le estinzioni di massa. Nonostante questo si ritiene che le estinzioni di massa dovute ad impatti siano solo un evento occasionale nella storia della Terra.

#### Cratere sottomarino di 250 milioni di anni: sepolto dai sedimenti o dalla deriva dei continenti
Se un impatto cometario sul mare fosse la causa principale dell'estinzione P–Tr, è molto probabile che il cratere non esista più. Dal momento che il 70% della superficie della Terra è costituita da mari e oceani, esiste una probabilità doppia che un asteroide o cometa colpisca l'oceano rispetto alle terre emerse. Nessuna crosta basaltica di pavimento oceanico ha un'antichità superiore ai 200 milioni di anni, dal momento che il processo a tipo "nastro trasportatore delle placche" creato dalle dorsali centro-oceaniche e la subduzione del fondo oceanico sotto i continenti (come sotto le Ande, o nella Fossa delle Marianne o in Giappone) la distrugge in un tempo inferiore a quel lasso di tempo. Inoltre alcuni ipotizzano che i crateri prodotti da impatti molto grossi vengano mascherati da un'esondazione di lava dal mantello terrestre (come avviene per i mari della Luna) quando la crosta terrestre viene forata o indebolita fortemente, processo che inoltre immette nell'atmosfera enormi quantità di acido solforico.

### Impatti planetari del Mesozoico
Nel 1980 il fisico Luis Álvarez e collaboratori dell'Università della California - Berkeley scoprirono alte concentrazioni del raro elemento iridio, che abbonda nelle meteoriti, in uno strato di rocce della crosta terrestre noto come "strato dell'iridio", datato a 65 milioni di anni. Dalla quantità e distribuzione di questo elemento, il team di Alvarez stimò che un asteroide del diametro di 10–14 km avesse colpito la Terra in quell'epoca. Questo strato, noto come "limite K-T", è stato trovato in strati coevi in tutto il mondo in almeno 100 siti. Inoltre nello strato si trova coesite (quarzo sottoposto a forte pressione multi-direzionale), che si forma soltanto negli impatti più grandi o nei siti di esplosioni delle bombe atomiche o delle bombe termonucleari, che è riscontrabile in 30 dei precedenti siti, e in cui si trova anche cenere e particolato carbonioso a livelli di decine di migliaia di volte superiori alla norma.
Nel "Limite K-T" si trovano inoltre isotopi del cromo in proporzioni simili a quelli presenti nelle meteoriti del tipo condrite carbonacea. Un possibile corpo impattante candidato per questo evento sarebbe un asteroide carbonaceo o anche una cometa, visto che si ritiene che molte comete siano asteroidi carbonacei ricoperti di ghiaccio.
La più convincente evidenza di una probabile catastrofe globale è stata la scoperta del cratere che da allora è chiamato Cratere di Chicxulub. Questo cratere, situato nella penisola dello Yucatán, in Messico, è stato scoperto da Tony Camargo e Glen Pentfield mentre stavano lavorando come geofisici per la compagnia petrolifera messicana PEMEX.
Quella che essi riportarono essere una struttura geologica circolare, si rivelò essere un cratere del diametro di 180 km.
In seguito altri ricercatori scoprirono che l'estinzione di massa della fine del Cretaceo che portò alla scomparsa dei dinosauri, è avvenuta in un lasso di tempo stimabile in migliaia di anni invece dei milioni di anni ipotizzati precedentemente.
Questo ha fatto sì che la maggior parte degli scienziati accettasse l'ipotesi che questa estinzione di massa sia stata originata da un evento ben delimitato nel tempo e nella superficie terrestre, che con quasi assoluta certezza è stato un impatto di un corpo extraterrestre con la Terra e non, come si ipotizzava precedentemente, da un aumento dell'attività vulcanica e da un cambiamento climatico che avrebbero esercitato i loro effetti letali lungo un arco di tempo più lungo.
Nel 2010-2011 sono state eseguite simulazioni al computer del comportamento dell'onda sismica generata dall'asteroide dell'impatto di Chicxulub (con un'energia equivalente di circa 2 milioni di megaton, pari a 40.000 volte la Bomba Zar) il viaggio dell'onda attraverso crosta, mantello, nucleo terrestre e la zona di rifocalizzazione (attorno ai Trappi del Deccan) corrispondente a quel punto della superficie terrestre di 70 milioni di anni fa.
Alcuni crateri meteoritici in differenti continenti (per esempio il cratere Silverpit nel Mare del Nord, il cratere Boltysh in Ucraina e il cratere di Shiva nell'Oceano Indiano) sono risultati avere circa la stessa età del cratere di Chicxulub.
Queste datazioni hanno fatto ipotizzare che il cratere di Chicxulub sia solo uno dei crateri di un gruppo, che si sarebbero formati contemporaneamente dall'impatto dei frammenti di una cometa frantumata nell'impatto con la Terra durante un evento simile a quello generato dalla caduta dei frammenti della cometa Shoemaker-Levy 9 sul pianeta Giove nel 1994.
Intorno a 15 milioni di anni fa, durante il Miocene, fase del Cenozoico, un impatto asteroidale avvenne nella regione del Ries, al confine tra Baviera e Baden-Württemberg, creando un cratere di circa 20 km. di diametro; all'interno di questo avvallamento, ritenuto fino a pochi decenni fa un vulcano estinto, è sorta la città di Nördlingen. Si stima che l'asteroide viaggiasse ad una velocità di 70.000 km/h, e che quando colpì la Terra, l'energia impressa dall'urto abbia portato la temperatura del suolo oltre i 25.000 °C, causando la trasformazione delle particelle carbonacee in oltre 70.000 tonnellate di microscopici diamanti, ciascuno della dimensione di circa 0.2 mm. Solo negli anni '60, due scienziati americani, Eugene Shoemaker e Edward Chao, dimostrarono che in realtà la depressione era stata causata dall'impatto di un meteorite.

### Eventi astronomici del Quaternario
In aggiunta agli impatti estremamente potenti che avvengono circa ogni decina di milioni di anni, si osservano numerosi impatti più piccoli che avvengono molto più frequentemente ma che lasciano tracce molto minori. A causa delle costanti e potenti forze dell'erosione all'opera quotidianamente sulla Terra, si possono rilevare soltanto esempi relativamente recenti di questi piccoli impatti. Alcuni tra i più famosi o interessanti esempi sono:

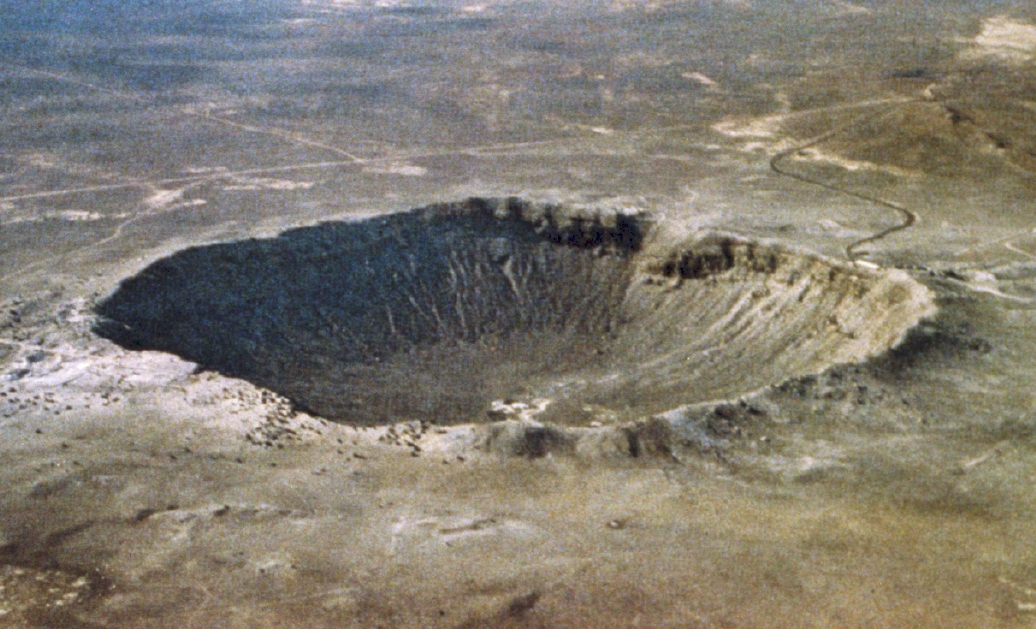
Vista aerea del Barringer Crater, Arizona.

- Il lago del cratere Lonar in India, il secondo maggiore cratere che abbia colpito un campo di basalto, ospita nel ventunesimo secolo un lago salino-alcalino (con pH 11). Attorno è cresciuta una foresta semi-tropicale, si reputa antico di circa 52.000 anni (anche se uno studio pubblicato nel 2010 gli assegna un'età di circa 600.000 anni).
- Cratere Barringer in Arizona, il primo cratere che si è potuto provare come risultato di un impatto, antico di ~50.000 anni.
- Crateri di Rio Cuarto in Argentina, prodotto da un asteroide che colpì la Terra con un angolo molto acuto, antico circa ~10.000 anni.
- I crateri Henbury in Australia (di ~5.000 anni), e i crateri di Kaali in Estonia (~2.700 anni), apparentemente prodotti da oggetti che sono esplosi in aria prima dell'impatto.
- Ipotesi della cometa Clovis: è un evento, ancora ipotetico, che sarebbe accaduto circa 12.900 anni fa, e che sarebbe consistito principalmente in un'esplosione aerea, air burst in inglese, avvenuta al di sopra del Ghiacciaio Laurentide esistente all'epoca a Nord dei Grandi laghi e che avrebbe provocato conseguenze in tutto il Continente Nordamericano. Questo evento ipotetico spiegherebbe l'estinzione della maggior parte degli animali di grande taglia nel Nord America e la fine della cultura Clovis avvenuta alla fine del Pleistocene. I ricercatori che hanno avanzato l'ipotesi sostengono l'esistenza in una cinquantina di siti archeologici, sparsi per tutto il continente nordamericano e risalenti a quella data, di un misterioso strato ricco di carbonio.[54] Questa ipotesi è stata criticata perché non consistente con le stime delle popolazioni paleoindiane.[55]

Altri impatti preistorici più recenti, sono stati teorizzati dal Holocene Impact Working Group, comprendente Dallas Abbott della Columbia University Lamont-Doherty Earth Observatory (Palisades, New York). L'attenzione di questo team di ricercatori si è indirizzata su quattro depositi sedimentari chevron presenti all'estremità meridionale del Madagascar contenenti microfossili oceanici delle alte profondità fusi con particelle metalliche usualmente ritrovate nei pressi di siti d'impatti meteorici. Tutti questi depositi presentano un allineamento verso un punto situato nei pressi del centro dell'Oceano Indiano dove è stato scoperto il Cratere Burckle, di 29 km di diametro, circa 25 volte più grande del Cratere Barringer e situato a 3.800 metri di profondità. Questo team ritiene che un grande asteroide o una cometa ha impattato la Terra attorno al 2.800-3.000 a.C. producendo un megatsunami alto almeno 180 metri, dando luogo a un catastrofico evento che ha colpito l'Umanità nella culla della civiltà. Se sarà dimostrato che questo e altri eventi sono impatti cosmici significherà che il tasso di impatti asteroidali è molto più alto di quanto correntemente ritenuto.

## Eventi d'impatto asteroidale storici

### Eventi d'impatto anteriori all'Era Cristiana
- Cratere del lago Umm al Binni, nell'Iraq meridionale (2000-4000 anni prima di Cristo). Questo presunto impatto, sarebbe avvenuto qualche secolo prima o dopo l'inizio della civiltà dei Sumeri. In base alle dimensioni del lago presunto-cratere (3 km), si calcola possa avere esercitato una devastante potenza che andava dai 200 megatoni di un asteroide metallico ai 800 Mt di una cometa (che esplode a quote maggiori). Si ritiene che sia la causa di un deposito di sedimenti sabbiosi spesso più di due metri, che si trova negli scavi della città di Ur dei Caldei, a meno di 100 km di distanza ad ovest, e che può essere stato deposto soltanto dallo tsunami generato da un impatto astronomico. In effetti un impatto di queste proporzioni nella zona avrebbe generato anche una massiccia evaporazione, con successive piogge, provocando un diluvio universale, che avrebbe reso fertile la zona dei deserti dell'Arabia e dell'Iran, come un giardino dell'Eden. Lo si definisce "storico", perché i suoi effetti sembrano narrati nell'Epopea di Gilgamesh.[senza fonte]
- Il cratere Kamil, scoperto grazie ad un'immagine di Google Earth, ha un diametro di 45 metri, una profondità di 10 metri e si ritiene che sia stato formato meno di 5000 anni fa. Il cratere è situato in una regione disabitata dell'Egitto occidentale. È stato scoperto il 19 febbraio 2009 da Vincenzo de Michele su un'immagine che mostrava il deserto ad Est di Uweinat, in Egitto.[59]

### Eventi d'impatto dall'anno 1 all'anno 1000 dell'Era Cristiana
- Cratere del Sirente (IV o V secolo dopo Cristo)
- Negli anni dal 533 al 534 d.C. (± 2 anni) si verificarono dei bruschi abbassamenti di temperatura, durati 5-10 anni, che sono stati registrati nei cerchi di crescita del tronco degli alberi in tutto il mondo. Medi impatti cometari sono stati postulati dal dendrocronologista Mike Baillie come una possibile causa. Nel suo libro Exodus to King Arthur: Catastrophic Encounters with Comets, mette in risalto quattro di questi eventi d'improvviso abbassamento mondiale delle temperature e suggerisce che possano essere stati causati dai veli di polvere disseminati attorno alla Terra dall'impatto di scorie cometarie.

### Eventi d'impatto sulla Terra negli ultimi 1000 anni
- Cratere Mahuika, Nuova Zelanda, 1443 - Questo cratere può essersi formato nel II millennio d.C. Si trova a Sud delle Isole Snares, 120 km a Sud-Ovest dell'isola Stewart, nella parte meridionale dello zoccolo continentale della Nuova Zelanda[60] e ha approssimativamente 20 km di diametro. Materiale estratto a Siple Dome, località della calotta glaciale antartica fa pensare ad una datazione attorno al 1443 d.C.
- Shanxi, 1490 - Una cronaca cinese afferma che 10.000 persone vennero uccise nel 1490 nella provincia dello Shanxi da una grandinata di "pietre cadenti"; alcuni astronomi sospettano che possa essere dovuto a molteplici impatti dovuti alla disgregazione di un asteroide metallico o pietroso (meno propenso ad esplodere in aria) di dimensioni inferiori a Tunguska (vedi più avanti), ma che sfortunatamente riuscì a colpire un'area densamente popolata. Nonostante una discreta attendibilità, il numero di morti sembra poco plausibile.[61][62]
- I crateri di Wabar in Arabia Saudita potrebbero essersi formati durante gli ultimi secoli.
- Cratere di Cukuru nella Provincia di Agri in Turchia orientale al confine con l'Iran (lat. 39° 25' 14" e long. 44° 24' 7"). A circa 30 km a sud est della città di Dogubayazit nel villaggio di Saricavus. La caduta viene fatta risalire al settembre del 1892. Le cronache narrano che venne udita una forte esplosione, avvertita per diverse miglia di distanza e il giorno dopo l'acqua nei pozzi appariva torbida. Fu rinvenuto un cratere largo 35 m e profondo 60 m. La profondità del cratere tuttavia è stimata in circa 30 m a causa del riempimento dei detriti accumulatesi nel tempo. La profondità dichiarata del cratere appare però troppo anomala rispetto a quella di altri crateri meteoritici. La forma del presunto cratere ricorda più un inghiottitoio carsico oppure uno sprofondamento tipo "sink hole" piuttosto che un cratere meteoritico. La fenomenologia di tipo carsico è anche giustificata dalla presenza di rocce carbonatiche presenti e visibili sia nel cratere sia nei rilievi circostanti. Inoltre l'orlo craterico appare assente e non rialzato come avviene in tutti i crateri da impatto; il rapporto tra la larghezza e la profondità appare decisamente sproporzionato e molto distante dai valori misurabili in tutti gli altri crateri da impatto rilevabili sulla Terra. Con ogni probabilità si tratta di un falso cratere da impatto. Studi più approfonditi dovrebbero essere condotti per cercare eventuali testimonianze indirette dell'impatto (coesite, shatter cone, deformazioni delle rocce, ecc.) per eventualmente escludere una genesi da fenomeni carsici o da sprofondamento.

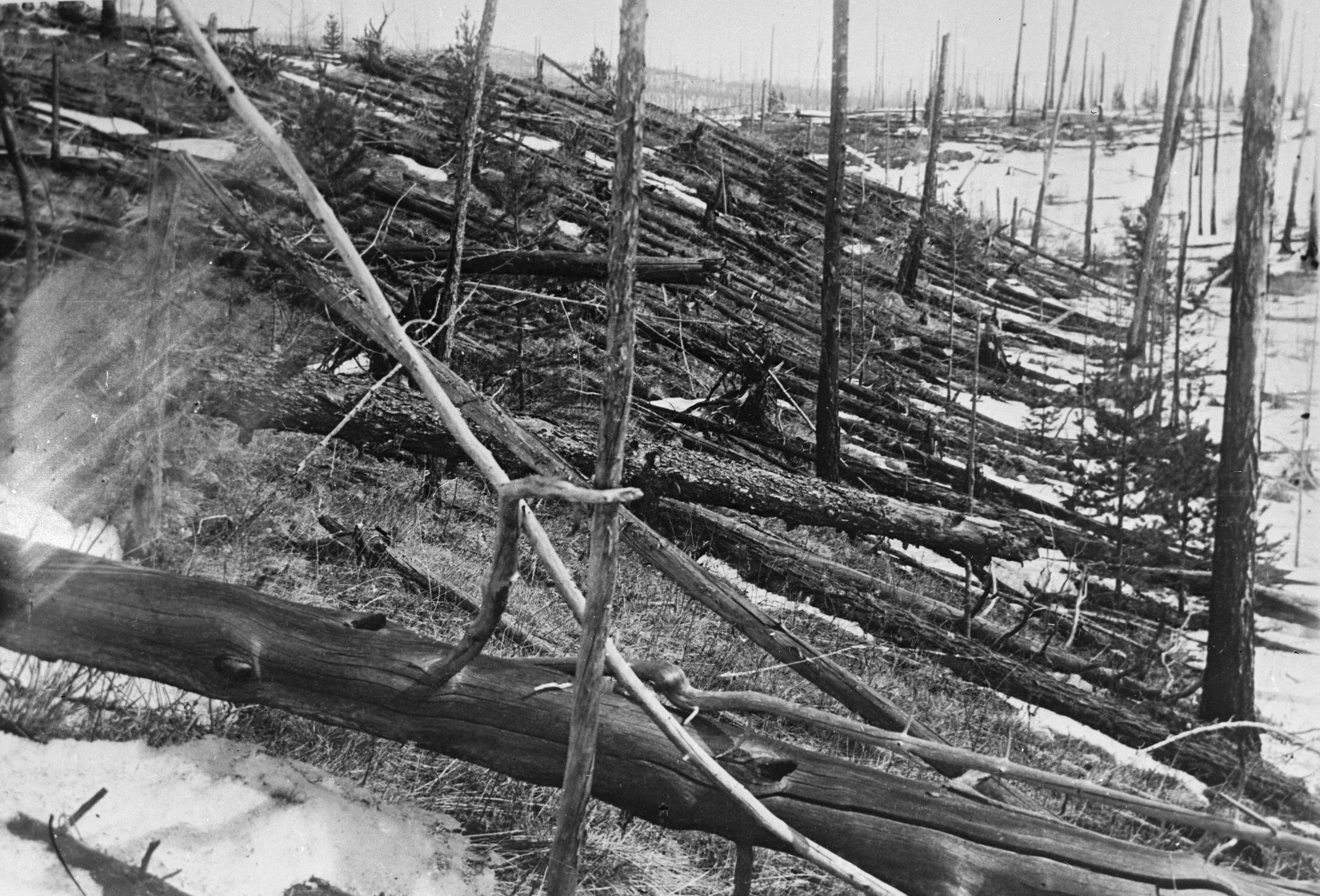
Alberi rasi al suolo dall'esplosione di Tunguska.

- Evento di Tunguska, 1908 - L'impatto più significativo registrato negli ultimi secoli è stato l'evento del fiume Tunguska (in Siberia), che si verificò nella Siberia centrale, in Russia, nel 1908. Questo incidente è consistito verosimilmente in un'esplosione endo-atmosferica causata dall'esplosione di un frammento (ghiaccio) della cometa Encke alla quota di circa 5–10 km sopra la superficie terrestre, con una forza calcolabile in circa 3-5 Megaton, che riuscì ad abbattere circa 80 milioni di alberi che coprivano circa 2.150 km². Si stima che eventi del genere si verifichino ogni 300-600 anni.
- Evento del Rio Curuçá, 1930
- Sylacauga, Alabama - Il primo caso conosciuto nell'era moderna di persona colpita da un meteorite risale al 30 novembre 1954, a Sylacauga (Alabama).[63] Si è trattato di una condrite di 4 kg che ha bucato il tetto e ha colpito la signora Ann Hodges all'anca sinistra, dopo essere rimbalzata su una radio. Parecchie persone hanno da allora sostenuto di essere state colpite da meteoriti, ma in nessuno di questi casi sono state recuperate meteoriti.
- Evento di Pribram, 1959 - Alcune cadute di meteoriti sono state recuperate grazie al calcolo del punto d'impatto reso possibile studiando le registrazioni ottenute con telecamere automatiche: la prima di queste meteoriti fu la Příbram caduta nel 1959. Il meteorite prese il nome della località dove cadde, località allora situata in Cecoslovacchia, successivamente entrata a far parte della Repubblica Ceca.[64] In questo caso, due macchine fotografiche usate per riprendere meteore hanno registrato il bolide. Queste immagini sono state usate per determinare l'esatto punto di caduta dei frammenti della meteorite e, aspetto molto più importante, per calcolare per la prima volta l'orbita esatta di una meteorite.
- Meteoriteite di Whitehorse, 18 gennaio 2000 - Nelle prime ore del mattino una sfera di fuoco esplose sopra la città di Whitehorse, nello Yukon canadese, ad un'altezza di circa 26 km, illuminando a giorno il cielo notturno. Si stima che il meteorite che produsse la palla di fuoco avesse circa 4,6 m di diametro e un peso di 180 tonnellate. Quest'esplosione è stata presentata nella serie televisiva Killer Asteroids di Discovery Science, che mostrava anche alcune interviste a residenti di Atlin nella Columbia Britannica.
- Evento meteorico del 6 giugno 2002 - È un evento meteoritico accaduto il 6 giugno 2002 al di sopra del Mediterraneo orientale, tra Creta e la Libia, alle coordinate 34° N, 21° E,[65] alle 04 H 28 M 20 S T.U. e ha sprigionato una potenza di 26 chilotoni.[66]
- Reisadalen, Norvegia, 2006 - Una meteorite venne osservata il 7 giugno 2006, mentre colpiva Reisadalen nella municipalità di Nordreisa, contea di Troms, in Norvegia. Anche se i rapporti dei testimoni iniziali facevano pensare che la palla di fuoco risultante fosse equivalente in potenza all'esplosione atomica di Hiroshima, le analisi condotte con metodo scientifico assegnarono alla detonazione una forza tra 100-500 tonnellate di TNT equivalenti (circa il 3% della potenza rilasciata ad Hiroshima).[67]
- Carancas, Perù, 2007 - Il 15 settembre del 2007 una meteorite del tipo condrite si schiantò nei pressi del villaggio di Carancas nel sud-est del Perù, vicino al lago Titicaca, formando un cratere che presto si riempì d'acqua e che spargeva gas mefitici attorno all'area circostante. Molti residenti dell'area si ammalarono, apparentemente a causa dei gas nocivi emessi poco dopo l'impatto.
- Meteorite 2008 TC3 sul Sudan - Il 7 ottobre del 2008, un meteorite classificato come 2008 TC3 venne rilevato nella sua traiettoria per 20 ore, mentre si avvicinava alla Terra, penetrava nell'atmosfera e impattava il territorio dello Stato africano del Sudan. Questa è stata la prima volta nella quale un oggetto sia stato scoperto prima di raggiungere l'atmosfera, e centinaia di pezzi del meteorite sono stati recuperati dal deserto nubiano.[68]
- Sudafrica, 21 novembre 2009 - In quella data nel nord del Sudafrica venne avvistata una palla di fuoco, che venne registrata da telecamere della polizia e del traffico. Probabilmente il meteorite colpì un'area remota al confine con il Botswana, senza causare un grosso impatto.[69]
- Russia, 15 febbraio 2013 - Un meteorite esplode sopra le città di Čeljabinsk, nella zona degli Urali provocando un'onda d'urto che danneggia 3000 edifici (di cui uno semi abbattuto). Ci sono stati 1200 feriti tra cui 200 bambini, si stima che l'esplosione sia stata di 300 kilotoni. Un amministratore della città ha detto che più di un milione di metri quadrati di vetro sono andati in frantumi.[70]